# Timeless (Sarah Brightman)
Timeless, uscito anche con il titolo Time to Say Goodbye (negli Stati Uniti e in Canada)  è un album inciso nel 1997 dalla cantante britannica Sarah Brightman in collaborazione con la London Symphony Orchestra e pubblicato su etichetta East West Records.
L'album, prodotto da Frank Peterson, contiene in tutto 14 brani Tra questi, figurano interpretazioni di brani classici quali En Aranjuez con tu amor (dal Concerto d'Aranjuez di Joaquín Rodrigo), O mio babbino caro (dal Gianni Schicchi di Giacomo Puccini), ecc. e le cover di Tu cosa fai stasera (con il titolo Just Show Me How To Love You) di Dario Baldan Bembo e di There for Me dei La Bionda (entrambe interpretate assieme al tenore argentino José Cura), di Con te partirò di Andrea Bocelli (con il titolo Time to Say Goodbye; interpretata assieme allo stesso Bocelli), di Who Wants to Live Forever dei Queen e di Tú quieres volver dei Gypsy Kings.

## Tracce
1. No One Like You – 4:46
2. Just Show Me How To Love You (feat. José Cura) – 3:58
3. Tú Quieres Volver – 3:48
4. In Pace – 4:06
5. There For Me (feat. José Cura) – 3:32
6. Bilitis - Générique – 3:25
7. Who Wants To Live Forever – 3:54
8. La Wally – 4:02
9. Naturaleza Muerta – 5:22
10. En Aranjuez Con Tu Amor – 3:50 (Joaquín Rodrigo)
11. In Trutina – 2:28
12. Time To Say Goodbye (Con Te Partirò) (feat. Andrea Bocelli) – 4:04
13. O Mio Babbino Caro (Gianni Schicci) – 2:41 (musica: Giacomo Puccini)
14. Alleluja – 3:10